# 걸 (음악 그룹)
GIRL (걸)은 대한민국의 록밴드로 밴드명은 Get Into The Rock'n Roll Legend의 약자다. 이브의 김세헌이 이브 이전에 이 그룹에서 활동했다. 한편, GIRL은 90년대 락밴드로서 최초로 지상파에서 1위를 차지한 밴드로 알려져 있기도 하다.

## 구성원
- 1~2집 : 김세헌(보컬), 김성하(기타), 최기호(기타), 정훈(베이스), 장세원(드럼)
- 3집 : 이영석(보컬), 김성하(기타), 이상진(베이스), 최민창(키보드), 김효진(드럼)
- 4집 : 이영석(보컬), 김성하(기타)

## 음반

### 정규 앨범
- 1집 《Rock'N Roll Revolution》(1995년)
- 2집 《Ecstasy》(1997년)
- 3집 《Adonis》(2001년)
- 4집 《Get Into The Rock'N Roll Legend》(2007년)